# Melanophryniscus devincenzii
Melanophryniscus devincenzii är en groddjursart som beskrevs av Miguel Angel Klappenbach 1968. Melanophryniscus devincenzii ingår i släktet Melanophryniscus och familjen paddor. IUCN kategoriserar arten globalt som starkt hotad. Inga underarter finns listade i Catalogue of Life.